# Benndorf
Benndorf ist eine Gemeinde im Landkreis Mansfeld-Südharz in Sachsen-Anhalt. Die Gemeinde gehört der Verbandsgemeinde Mansfelder Grund-Helbra an, die ihren Verwaltungssitz in der Gemeinde Helbra hat.

## Geografie
Benndorf liegt etwa zehn Kilometer nordwestlich von Lutherstadt Eisleben an den Ausläufern des Südharzes am Rand der Mansfelder Mulde und des Mansfelder Kupferschieferbergbaugebietes.

## Geschichte
1121 wird die Siedlung Benndorf, ein Bauerndorf, urkundlich zum ersten Mal erwähnt. Geprägt durch die Landwirtschaft und den Kupferschieferbergbau entwickelte sich Benndorf zu einem ansehnlichen Ort. Im 12. und 13. Jahrhundert gab es hier zwei Güter. Während des Dreißigjährigen Krieges wurde Benndorf vollständig zerstört. Der spätere Wiederaufbau profitierte vom Kupferschieferabbau und vom fruchtbaren Ackerboden.
Zum Ende des 19. Jahrhunderts zählte der Ort rund 1700 Bewohner. Damals gab es 131 Gebäude einschließlich Kirche, Schule, Gaststätten und Spritzenhaus. Mit der großen Zeit des Mansfelder Bergbaus bis in das 20. Jahrhundert erlebte Benndorf den Höhepunkt seiner Entwicklung. Die Verlagerung des Bergbaus in das Sangerhäuser Revier nach 1964 und der Bedarf an Arbeitskräften rund um Hettstedt führten jedoch zu einer Abwanderung vieler Einwohner in diese Orte.
Von früher 4886 Einwohnern (1960) lebten 1990 nur noch 2811 Personen dort; inzwischen (2018) sind es rund 2100. Heute wohnen hier sehr viele ältere Menschen.

## Wappen
Blasonierung: Im quadrierten Schild oben rechts (1. Feld) in Gold (Gelb) gekreuzte schwarze Hammer und Schlägel, oben links (2. Feld) in Rot gekreuztes silbernes Hüttengezähe, unten rechts (3. Feld) in Silber (Weiß) zwei Reihen von je drei roten Rauten, unten links (4. Feld) in Blau ein Bündel goldene (gelbe) Getreideähren.

## Bürgermeister
Am 6. Februar 2022 wurde Matthias Jentsch (FBM) als parteiloser Kandidat zum neuen Bürgermeister gewählt. Vorher war Mario Zanirato (parteilos) ehrenamtlich als Bürgermeister tätig. Er wurde zum ersten Mal am 4. Februar 2001 gewählt und 2007 wie auch 2014 wiedergewählt. Vor ihm war Gerhard Blume (Die Linke) Bürgermeister.

## Technische Infrastruktur

### Verkehr

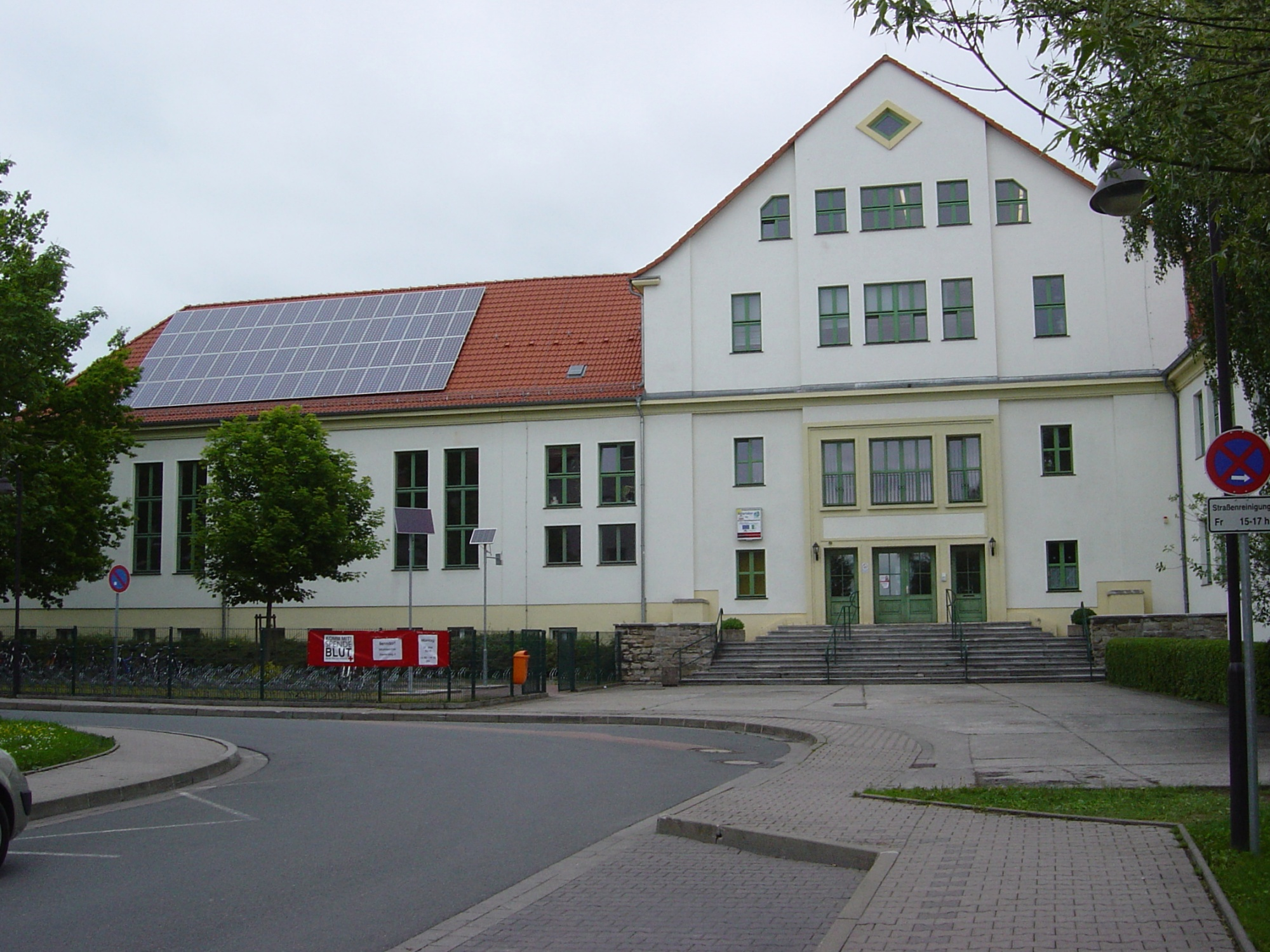
Gesamtschule Benndorf

Die Hauptbahnverbindung des Ortes besteht in der Strecke Magdeburg-Erfurt am Bahnhof Klostermansfeld, der auf Benndorfer Gebiet liegt. In Benndorf existieren zwei historische Bahnen, die Wipperliesel nach Wippra und die Mansfelder Bergwerksbahn nach Hettstedt. Durch den Ort führen vier Buslinien, und zwar nach Annarode, Eisleben, Hettstedt und Helbra.
Die Landesstraße L 225 zwischen Helbra und Klostermansfeld führt durch den Ort und trennt ihn in einen älteren und einen neueren Ortsteil (die frühere Bergarbeitersiedlung). Zur Bundesstraße 80, die Eisleben und Sangerhausen verbindet, sind es in südlicher Richtung etwa sechs Kilometer.

### Wirtschaft
67 kleinere Unternehmen prägen heute den Ort. Es gibt u. a. eine Bücherei, zwei Paketshops, kleinere Lokale, eine Fleischerei, einen Hofladen, einen Blumenladen, ein Textil- und ein Sportgeschäft, Friseure, Kosmetik, eine Kfz-Werkstatt sowie weitere Handwerkerfirmen. Außerdem haben ein Allgemeinmediziner und ein Physiotherapeut hier ihre Praxen. Im Ort gibt es einen Sportplatz mit einem Sportlerheim und einen Kinderspielplatz. Benndorf hat ferner eine Freiwillige Feuerwehr.
Die Energieversorgung erfolgt vor allem durch die enviaM/Mitteldeutsche Energie AG.

### Umweltschutz
In der Gemeinde Benndorf spielen die Themen Energiepolitik, Umwelt- und Klimaschutz mit der Nutzung der Solarenergie eine wichtige Rolle. In diesem Zusammenhang wurde sie im Februar 2018 mit dem European Energy Award ausgezeichnet.
Die Gemeinde und die Benndorfer Wohnungsbaugesellschaft (ihr gehören rund 800 Wohnungen) bemühen sich besonders um das nachhaltige Bauen und Sanieren lokaler Wohnobjekte. Dabei soll möglichst wenig an Energie und Ressourcen verbraucht werden. Das betrifft vor allem die vollständig sanierte Bergarbeitersiedlung. Zudem sollen auch die Betriebsmittel gesenkt, die Lebensdauer von Produkten und Baukonstruktionen verbessert sowie gesundheitsschädigende Stoffe und Materialien vermieden werden.

## Soziale Infrastruktur

### Bildung und Erziehung
Eine erste Schule am Ort wurde 1573 erstmals erwähnt. Später bestand bis 2007 das Gottfried-August-Bürger-Gymnasium, das in jenem Jahr geschlossen wurde. An der heutigen Sekundarschule sind rund 50 Lehrkräfte und weitere Mitarbeiter tätig. In den Klassenstufen 5 bis 10 gibt es etwa 530 Schüler und 20 meist handwerklich orientierte Arbeitsgemeinschaften. Die Schule pflegt Schülerbetriebspraktika und Wahlpflichtkurse; sie hat Verbindungen zu Partnern aus der regionalen Wirtschaft. Daneben werden kulturelle und interkulturelle Tätigkeits- und Entwicklungsfelder angeboten, etwa eine Songgruppe, eine Theatergruppe, eine Kunst-AG, die Mitarbeit an der Schulwebsite und die Redaktion der Schülerzeitung. Die Schule verfügt über eine eigene Photovoltaikanlage mit Solarlabor; sie ist an das örtliche Bioheizkraftwerk angeschlossen.
Außerdem gibt es im Ort die Kindertagesstätte „Pusteblume“ des Kreisverbandes Mansfelder Land e. V. der Volkssolidarität mit 130 Plätzen und die Tagesgruppe „Gutsmäuse“ des DKSB MSH e. V. mit Hausaufgabenbetreuung, Förderstunden, Elternarbeit, Therapiemöglichkeiten und Veranstaltungen.

### Pflegezentrum
In Benndorf gibt es für Bewohner das Pflege- und Betreuungszentrum „Glück Auf“ der Volkssolidarität habilis GmbH.

### Vereine
- Heimat- und Förderverein Benndorf e. V.
- Schützenverein Mansfelder Land e. V.
- TSV Benndorf 1884 e. V.
- Mansfelder Bergwerksbahn e. V.[12]

## Sehenswürdigkeiten

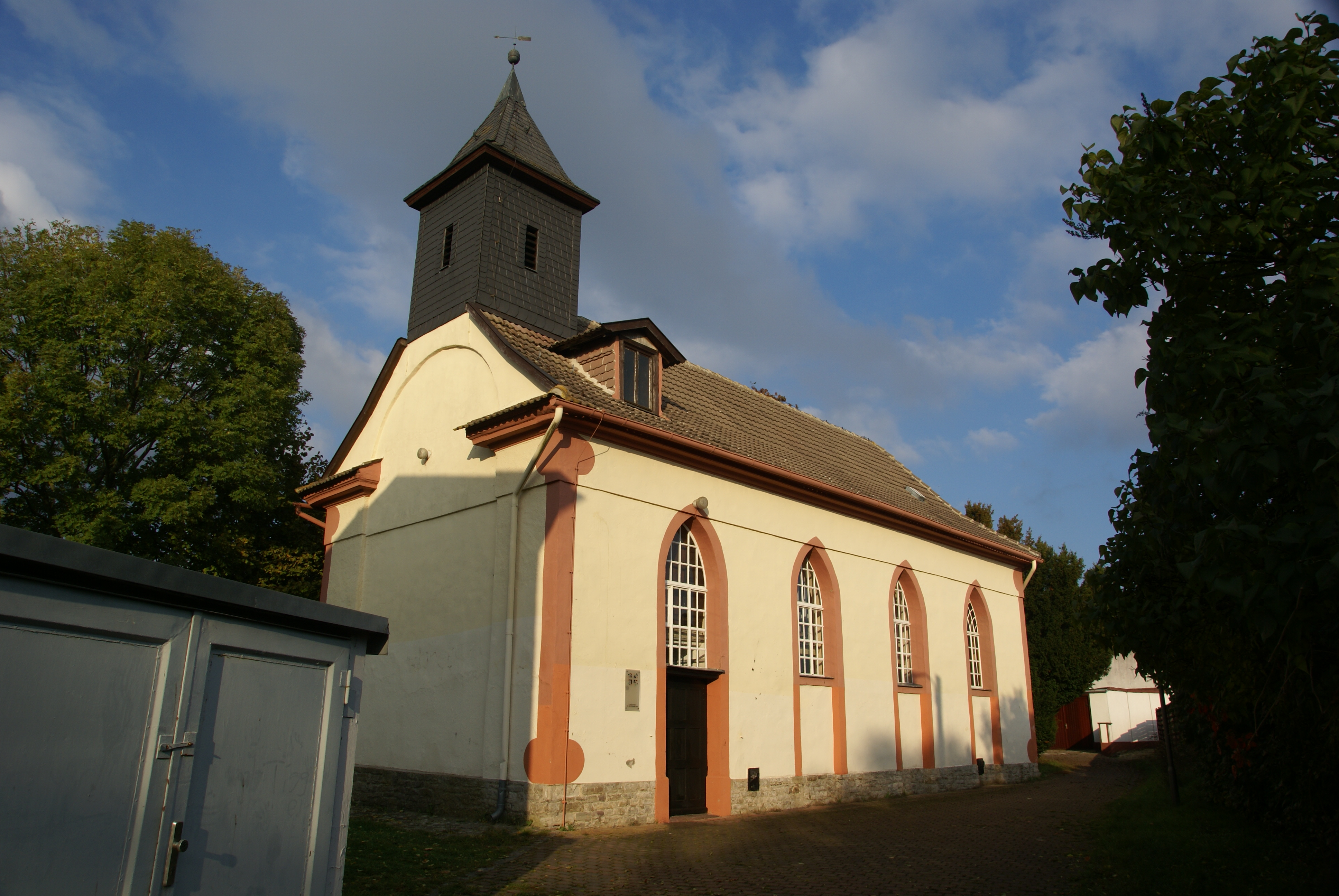
Kirche St. Katharina

- St.-Katharina-Kirche (Benndorf) mit Friedhof.

1823 wurde die evangelische St.-Katharina-Kirche errichtet; der heutige Bau steht an derselben Stelle wie sie.
- Museumshof

Ein 1682 erstmals erwähntes landwirtschaftliches Gut, das seit dem Jahr 2000 der Gemeinde Benndorf gehört und durch das Engagement des Heimat- und Fördervereins Benndorf als Museumshof gestaltet ist. Es wurde nach dem 17. Jahrhundert mehrfach umgebaut. Als „Hof der Gewerke“ widmet es sich der Geschichte des Mansfelder Landes. Themen sind vor allem der Bergbau, das Hüttenwesen, die Landwirtschaft sowie die regionale Archäologie und Geologie. Restauriert wurden bisher ein alter Bergwerksstollen, eine Museumswohnung von 1900, ein historischer Backofen mit Grillhaus. In einem Freigelände ist neben einem Kräutergarten ein Tiergehege für Haustiere der Region angelegt, darunter solche, die Bergleute hielten.